# Blodröd komossa
Blodröd komossa (Splachnum vasculosum) är en bladmossart som beskrevs av Hedwig 1801. Blodröd komossa ingår i släktet parasollmossor, och familjen Splachnaceae. Arten är reproducerande i Sverige. Inga underarter finns listade i Catalogue of Life.